# منتخب جورجيا لكرة السلة للسيدات
منتخب جورجيا الوطني لكرة السلة للسيدات هو ممثل جورجيا الرسمي في المنافسات الدولية في كرة السلة للسيدات.